# 이재익 (소설가)
이재익(1975년 6월 26일 ~ )은 대한민국의 소설가이자 SBS 라디오 PD이다.

## 작가에 대한 설명
1975년에 경상북도 울진군에서 태어났으며 압구정고등학교와 서울대학교 영문과를 졸업했다. 1997년 월간 〈문학사상〉 소설 부문으로 등단, 이듬해 장편소설 3,000만원 현상 고료 장편소설상 당선작인 《질주질주질주》를 출간했다. 이 작품은 이상인 감독과 남상아 이민우 김승현 주연으로 〈질주〉라는 이름의 영화로 만들어졌다. 두 번째 작품인 《아이린》은 카투사의 근무 경험을 토대로 주한미군의 성폭력 문제를 정면으로 다루었으며, 이후 연애소설 《미스터 문라이트》를 쓰기도 했다. 그 후 예스24에 단 1승만을 거둔 서울대 야구부의 실화를 소재로 한 《서울대 야구부의 영광》과 인터파크에 노르망디의 한국인을 소재로 한 《아버지의 길》을 연재하기도 했다.
고교시절 록그룹 〈ZEST〉의 보컬 겸 기타리스트로 활동하였고, 서울대 영문학과에 입학해서도 록그룹 〈LSD〉를 결성했던 그는 2001년 SBS에 라디오 PD로 입사했다. 그 동안 맡은 프로그램으로는 〈소유진의 러브앤뮤직〉, 〈허수경의 가요풍경〉, 〈심혜진의 시네타운〉, 〈두시탈출 컬투쇼〉, 〈윤형빈, 양세형의 투맨쇼〉등이 있으며 현재 <시사전망대>의 담당PD이다. 그외 시나리오 작가로도 활동 중이며, 〈원더풀 라디오〉, 〈질주〉, 〈목포는 항구다〉 등의 영화 시나리오 작업을 하기도 했다. 2012년 5월 17일부터 김훈종, 이승훈 PD와 함께 팟캐스트 '씨네타운 나인틴'을 진행하고 있으며 이 프로그램은 이듬해인 2013년해에 공중파로 진출하여 매주 일요일 오전 11시에 '씨네타운S'라는 프로그램으로 진행되고 있다.

## 장편소설
- 질주질주질주 (문학사상사, 1998)
- 200X 살인사건 (자작나무, 2000)
- 노란잠수함 (삼진기획, 2001)
- 미스터 문라이트 (랜덤하우스코리아, 2007) ISBN 9788925506944
- 압구정 소년들 (황소북스, 2010) ISBN 9788996328766
- 서울대 야구부의 영광(황소북스, 2011) ISBN 9788996328773
- 아이린 (황소북스, 2011)  ISBN 9788996328797
- 심야버스괴담 (황소북스, 2011) ISBN 9788997092109
- 싱크홀 (황소북스, 2011)  ISBN 9788997092116
- 아버지의 길 (황소북스, 2011)  ISBN 9788997092147
- 노벰버 레인 (가쎄, 2011) ISBN 9878993489163
- 원더풀라디오 (자음과모음 네오픽션, 2011) ISBN9878957076200
- 41 (자음과모음 네오픽션, 2012) ISBN 9788954427203
- 빙애 (문학사상, 2014)

## 소설집
- 카시오페아 공주 (황소북스, 2010)  ISBN 9788996328759

## 에세이
- 하드록을 부탁해 (가쎄, 2011) ISBN 9788993489125

## 영화 시나리오
- 원더풀 라디오(2011)
- 목포는 항구다
- 질주(1999)

## 라디오 연출
- 김성준의 시사전망대
- 세상의 모든 소리
- 김흥국, 안선영의 아싸 라디오
- 윤형빈, 양세형의 투맨쇼
- 두시탈출 컬투쇼
- 심혜진의 시네타운
- 허수경의 가요풍경
- 소유진의 러브앤뮤직